# 雲南錫業

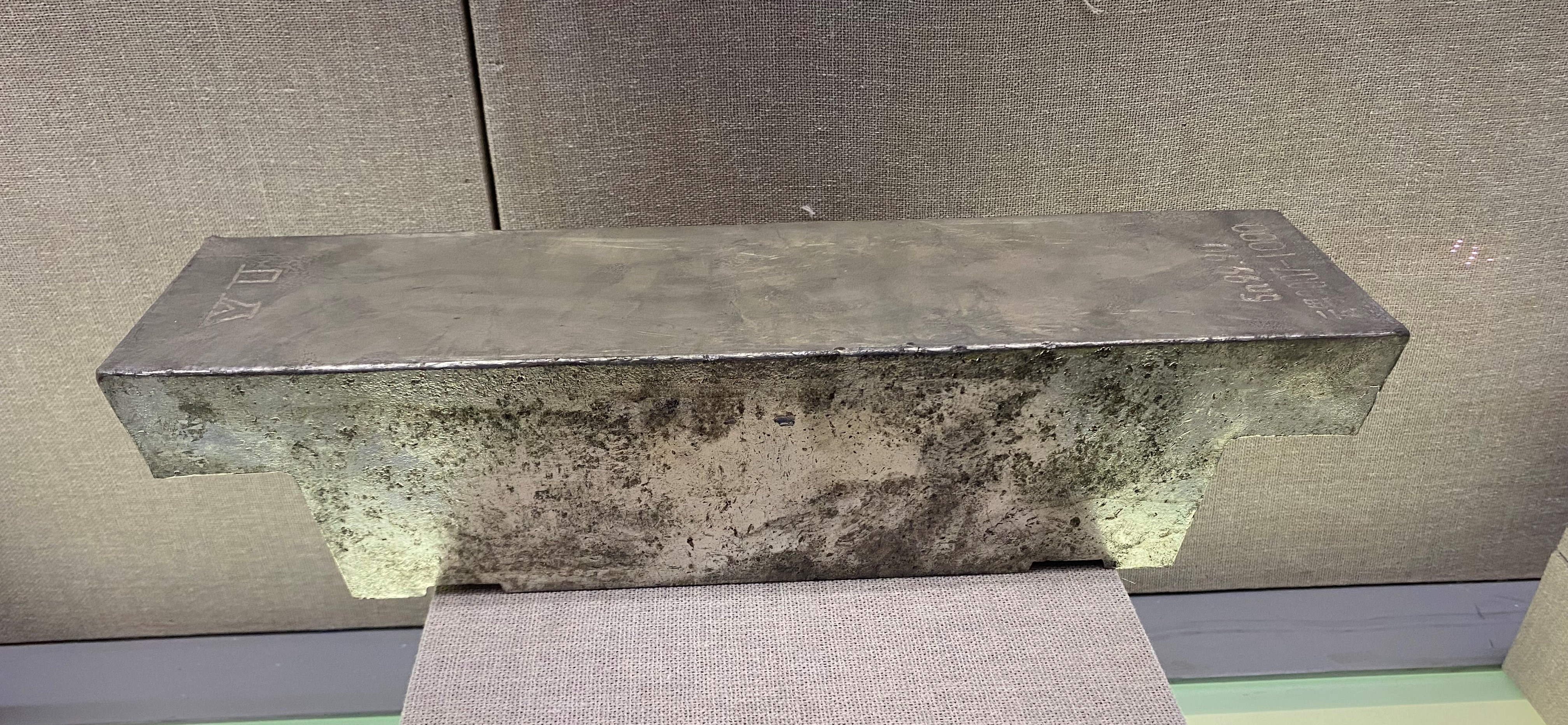
云锡锡锭，红河州博物馆藏

雲南錫業集團（控股）有限公司，簡稱雲南錫業集團、雲錫集團，是中國大陸及世界最大的錫生產、加工、出口基地，總部設在雲南昆明。公司的前身是清朝光緒九年（1883年）創辦的個舊廠務招商局。
1953年，云南锡业入围国民经济“一五”计划156个重点建设项目，进行大规模扩建。
雲錫集團旗下拥有上市子公司雲南錫業股份有限公司（深交所：000960）。雲南錫業股份有限公司簡稱雲南錫業股份、雲錫股份、錫業股份，在1998年成立，並在2000年於深圳證券交易所掛牌，它目前是中國錫工業唯一的上市公司。

## 連結
- 雲南錫業集團（控股）有限公司 （页面存档备份，存于）
- 雲南錫業股份有限公司